# Колодная, Ася Ильинична
Ася Ильинична Колодная (29 апреля 1895, Пинск, Минской губернии — 21 ноября 1976) — советский психолог, врач, один из ведущих специалистов по психотехнике и психологии труда. 

## Жизнь и карьера
Дочь раввина Пинхoса-Эльoху Колодного. Получила медицинское образование, ученица Г. И. Россолимо. Была замужем за известным советским психологом Ф. Н. Шемякиным.
Тётя М. Кола.
С 1921 по 1924 г. работала психологом в Клинике нервных болезней 1 МГУ (клинике Россолимо), после чего перешла на работу в Наркомат путей сообщения в качестве консультанта Центральной психотехнической лаборатории, но до конца его жизни в 1928 году поддерживала с Россолимо продуктивные профессиональные и личные контакты. Заведовала психологической лабораторией в 3-й Московской физио-терапевтической лечебнице Московской Бел.-Балт. ЖД больницы в середине 1920х годов, сотрудник Института мозга.
Неоднократно участвовала в международных конференциях по психотехнике, в частности, представляла советскую психотехнику на VII Международной психотехнической конференции в Москве 8—13 сентября 1931 г. К 1936 г. Колодная как руководитель Центральной лаборатории Наркомата путей сообщения координировала деятельность не менее пятидесяти периферических психотехнических лабораторий при железнодорожных узлах по всей стране. Благодаря влиянию выучки и медицинской подготовки, которую Колодная получила у Россолимо, выстроенная ей организационная структура и методы её работы были существенно более тесно связаны с методами и принципами деятельности врачебной экспертизы, чем аналогичные структуры в других областях психотехники и под находившиеся под надзором других специалистов в этой области. После 1936 года непродолжительное время не работала.
Окончила аспирантуру в Институте психологии в Москве и 15 марта 1938 г. по представлению директора института К. Н. Корнилова Колодной было присвоена степень кандидата педагогических наук по совокупности научных работ. За всю жизнь Колодная опубликовала 44 научных труда в области профориентации, профотбора и трудоустройства.
Во время войны Колодная была в эвакуации в Сталинабаде, где работала инспектором по трудоустройству. После войны по возвращении в Москву работала с 1944 по 1950 г. старшим научным сотрудником Центрального института экспертизы, трудоустройства и организации труда инвалидов (ЦИЭТИН).
Скончалась 21 ноября 1976 г. После смерти её личный архив был передан на хранение в архив Академии педагогических наук.

## Важнейшие научные публикации
- Колодная А. И. Психографическая схема для разработки биографического материала. Орёл: Красная книга, 1924.
- Колодная А. И. Психофизиологический отбор на транспорте // Труды 3-го Всесоюзного съезда санитарных врачей транспорта, 4-10 мая 1925 г., г. Тифлис / Под ред. М. Г. Тракмана. — М.: Наркомздрав, 1926. — С. 118—124.
- Колодная А. И. Психологический анализ профессии паровозного машиниста // Паровозный машинист и его помощник. Труды Центр. Лаборатории по изучению профессиональных заболеваний на транспорте УПС НКЗ. Т.1. Под ред. М. Лукомского и др. М.: Изд. Наркомздрава РСФСР. 1928. С. 175—181.
- Колодная А. И. Испытания профессиональной пригодности паровозных машинистов // Труды Центральной лаборатории по изучению профессиональных болезней на транспорте (УПС НКЗ РСФСР). — М., 1928. — Т. 1. — С. 114—140.
- Колодная А. И. Методика психотехнических испытаний поступающих в школы транспорта // Профилактический отбор в технические школы транспорта / Под ред. М. Я. Лукомского, М. Г. Тракмана. — М.: Медгиз, 1929. — Т. 2. — С. 79-116.
- Колодная А. И. Профессиональные интересы подростка—транспортника // Профилактический отбор в технические школы транспорта / Под ред. М. Я. Лукомского, М. Г. Тракмана. — М.: Медгиз, 1929. — Т. 2. — С. 128—150.
- Колодная А. И. Интересы рабочего подростка: опыт изучения одной анкеты. М., 1929.
- Колодная А. И. Целостное исследование личности как принцип профессионального подбора // Психоневрологические науки в СССР. М.; Л.,1930.
- Колодная А. И. Психологический анализ железнодорожных происшествий. Доклад на 1 Всес. съезде ВОП и ПП в мае 1931 г. в Ленинграде // Советская психотехника, 1932, № 4. С.264-268.
- Колодная А. И. Принципы построения системы профконсультации лицам с ограниченной трудоспособностью // Советская клиника. 1932. № 5.
- Колодная А. И. Перемена профессии как психогигиеническая мера предупреждающая дальнейшую инвалидизацию (Из Ин-та экспертизы трудоспособности) // Советская невропатология, психиатрия и психогигиена. 1933. Т. 2. Вып. 10. — С. 110—115.
- Труд дежурного по станции / Под ред. А. И. Колодной. — М.: Трансжелдориздат, 1934. — 112 с.
- Колодная А. И., Френкель Е. В. Психологическая характеристика профессии дежурного по станции // Труд дежурного по станции. Под ред. и с предисловием А. И. Колодной. М.: Трансжелдориздат. 1934. С. 11-34.
- Труд поездного диспетчера / Под ред. А. И. Колодной. — М.: Трансжелдориздат, 1934.
- Вопросы оздоровления условий труда на железнодорожном транспорте / Под общ. ред. А. И. Колодной, В. К. Варищева. — М.: Трансжелдориздат, 1936. — 144 с.